# Zamek w Buczaczu
Zamek w Buczaczu (ukr. Бучацький замок) – dawna kresowa warownia I Rzeczypospolitej, obecnie położona na terytorium Ukrainy, w obwodzie tarnopolskim.

## Historia
Pierwszy drewniany zamek obronny na trójkątnym cyplu skalistego wzgórza nad rzeką Strypą został wzniesiony w XII wieku.
Następny obronny zamek wybudowany pod koniec XIV w. należał do rodów Buczackich herbu Abdank i herbu Pilawa (Buczackich-Tworowskich), Golskich i na początku XVII w. do Potockich herbu Pilawa. Budowlę wzniesiono z jasnego i czerwonego piaskowca na zaprawie wapiennej. Najstarsza część zamku od strony północnej jest pozostałością założenia średniowiecznego. Po przejściu zamku w ręce Potockich, żona Stefana Potockiego, Maria Mohylanka rozbudowała i wzmocniła warownię o część południową z dwiema wielkimi półkolistymi bastejami od wschodu i zachodu, które flankowały załamująca się kurtynę południową. Mury tej części zachowały się do dzisiaj i mają 4 m grubości. Strzelnice umieszczone w bastejach do prowadzenia ognia krzyżowego zlokalizowano na kilku kondygnacjach. Na murach obronnych od wewnątrz widoczne są kamienne wsporniki, dźwigające dawniej drewniane ganki strzelnicze. Wewnątrz obwodu zamkowego od strony wschodniej, zbudowano budynek renesansowy (wzorem zamku Potockich w Potoku Złotym) z krużgankami. Mieściła się w nim także brama wjazdowa na wysokości pierwszego piętra z mostem zwodzonym i pochylnią. Dzięki tym modyfikacjom zamek odparł liczne najazdy kozackie, tatarskie, tureckie i moskiewskie. W czasie wojny z Turcją, w 1676 r. Turcy zdobyli zamek i zniszczyli paląc jego część mieszkalną. Wzmianki z 1684 r. mówią, że zamek został jednak odbudowany przez ówczesnego właściciela Buczacza Jana Potockiego, wojewodę bracławskiego. Jednak w owym okresie był on już opuszczony. W 1772 r. trafił do zaboru austriackiego, a w XIX w. zabudowania zamku zaczęto sukcesywnie rozbierać na materiał budowlany, przez co do dzisiaj przetrwały tylko części murów południowych i wschodniej bastei, a także fragmenty pałacu z ciosami piaskowcowymi na narożach i z otworami okien.
Zdaniem Jana Sas-Zubrzyckiego, były dwa zamki w Buczaczu.
Ruiny zamku znajdują się na wzniesieniu 200 m na południowy zachód od kościoła Wniebowzięcia NMP. Do zamku dojść można ul. Zamkową lub od źródła Jana Sobieskiego.

## Galeria

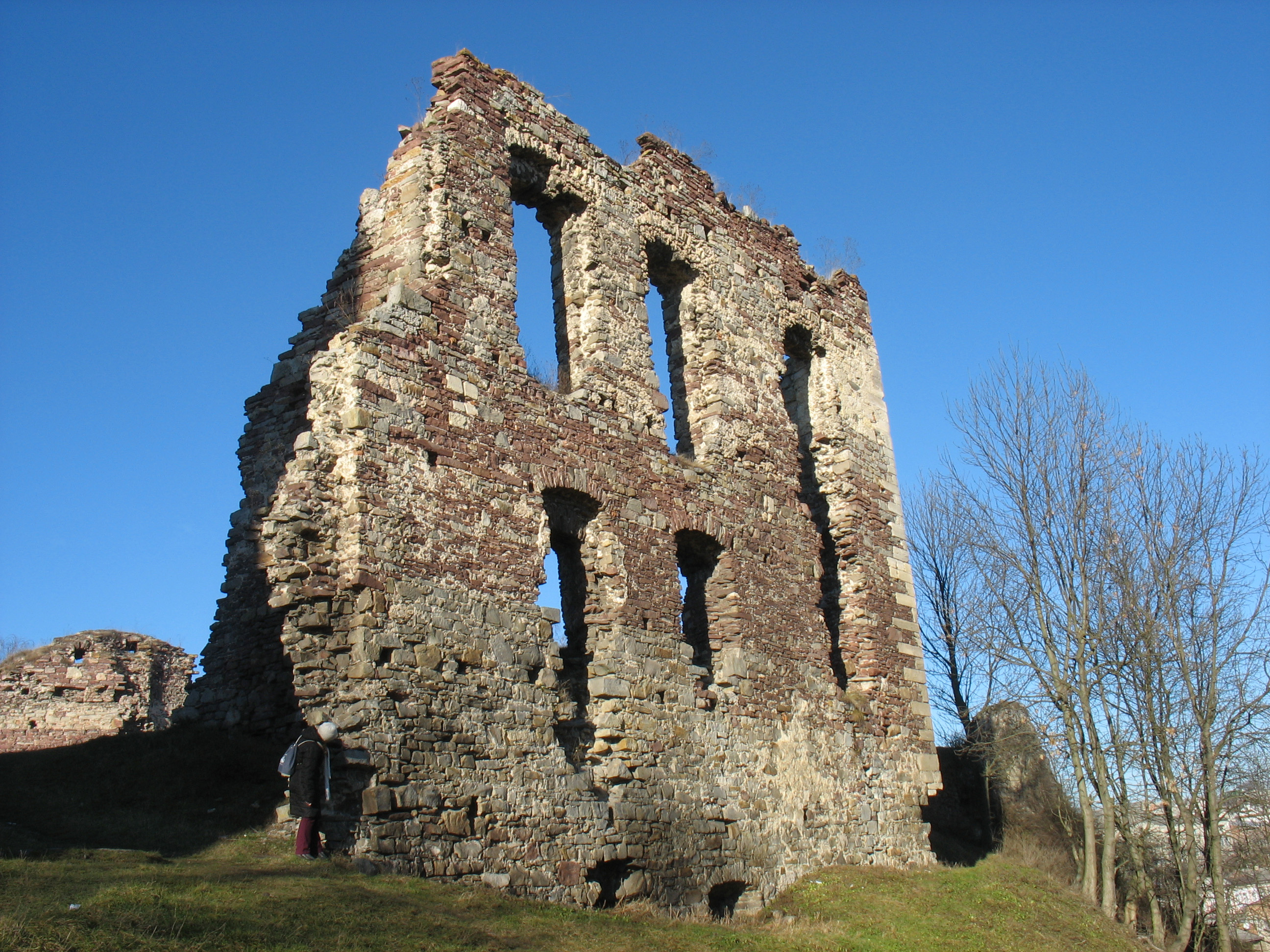
Zamek
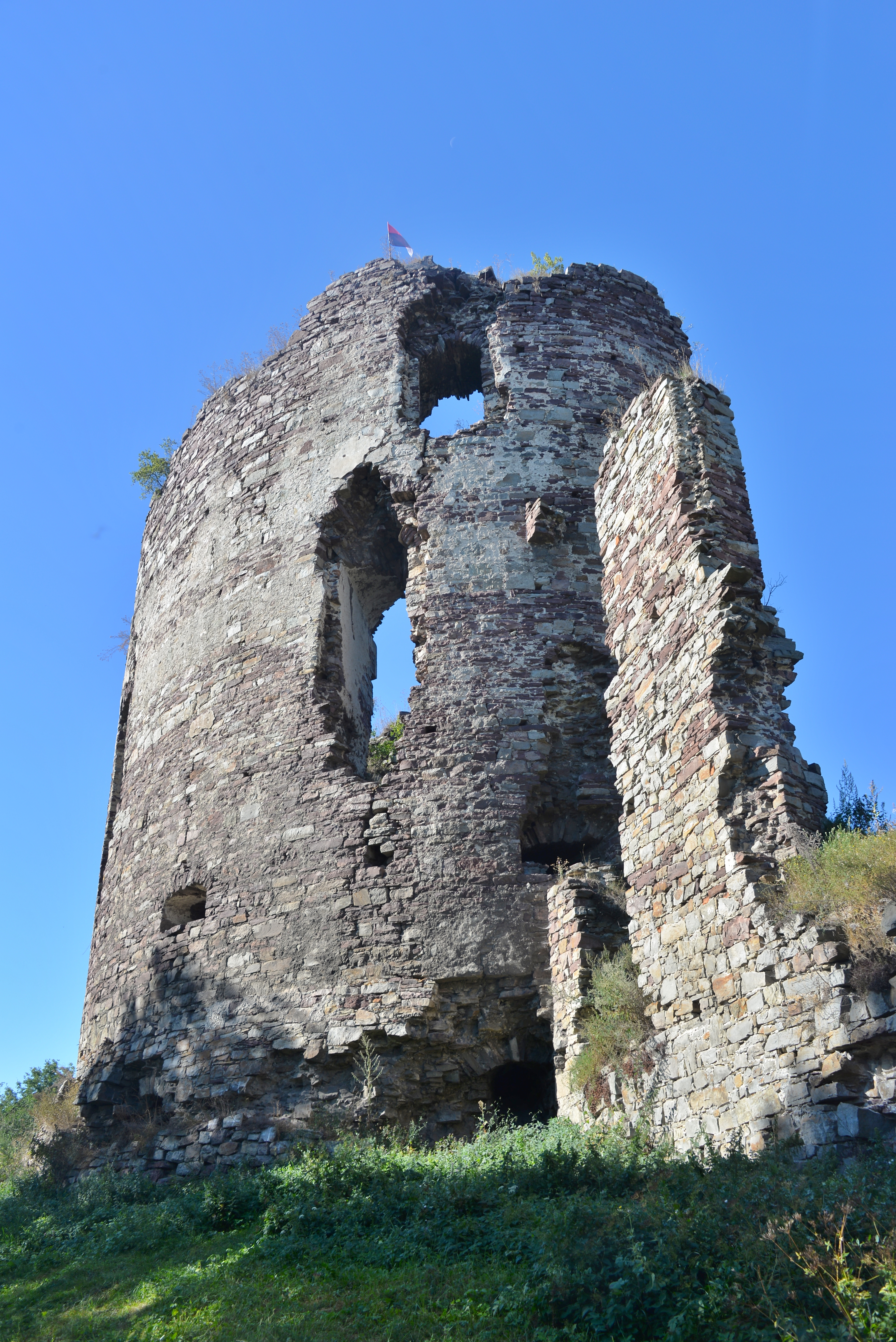
Zamek
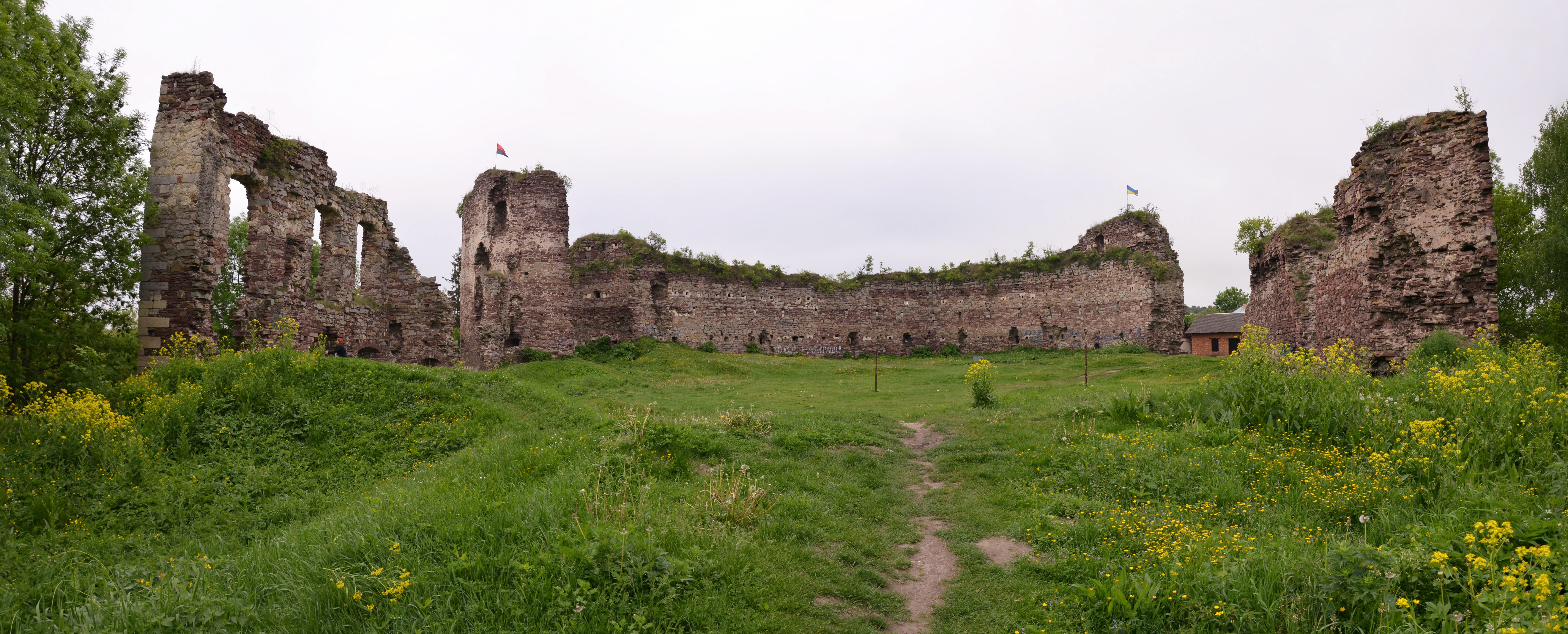
Zamek
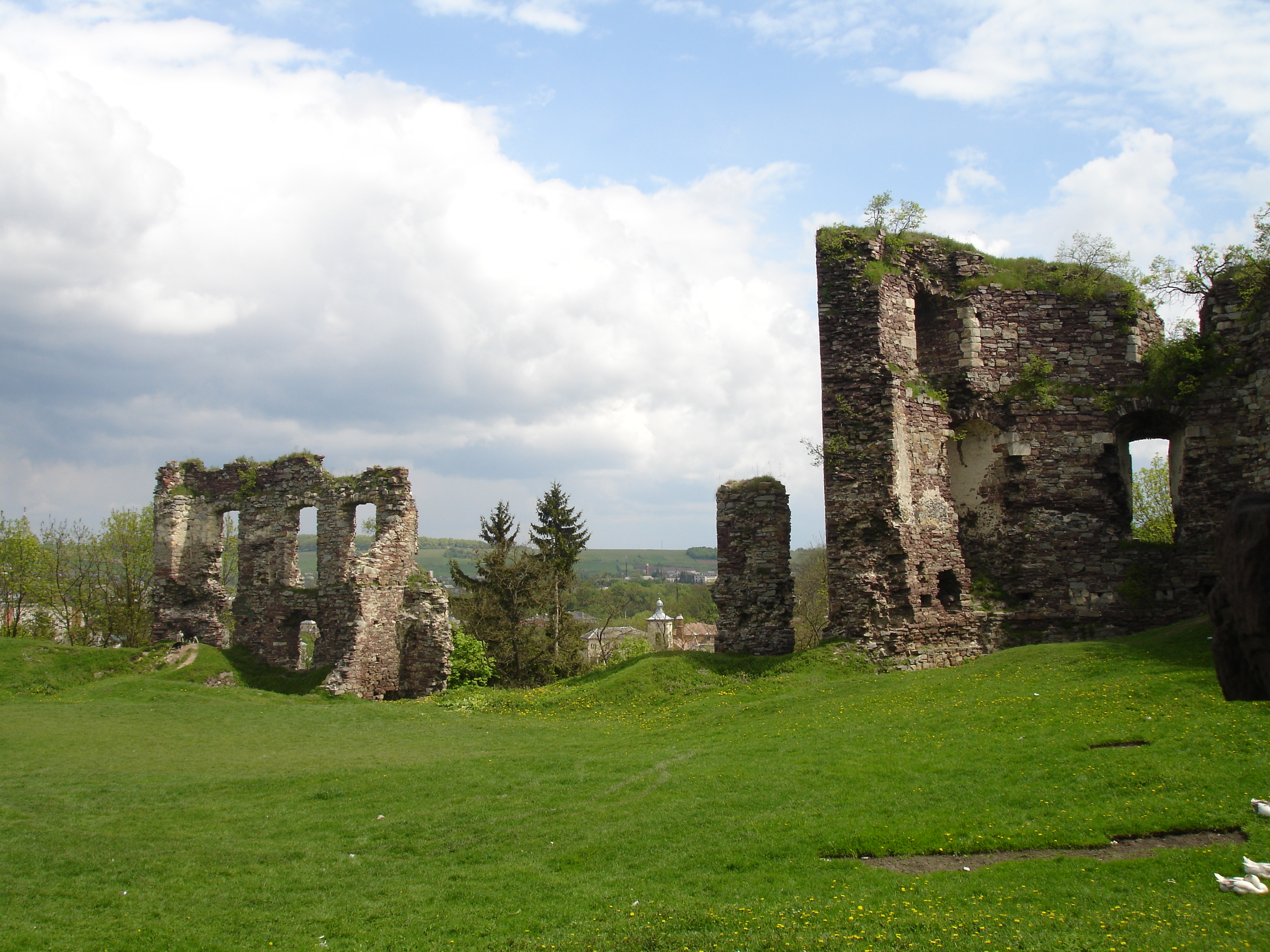
Zamek
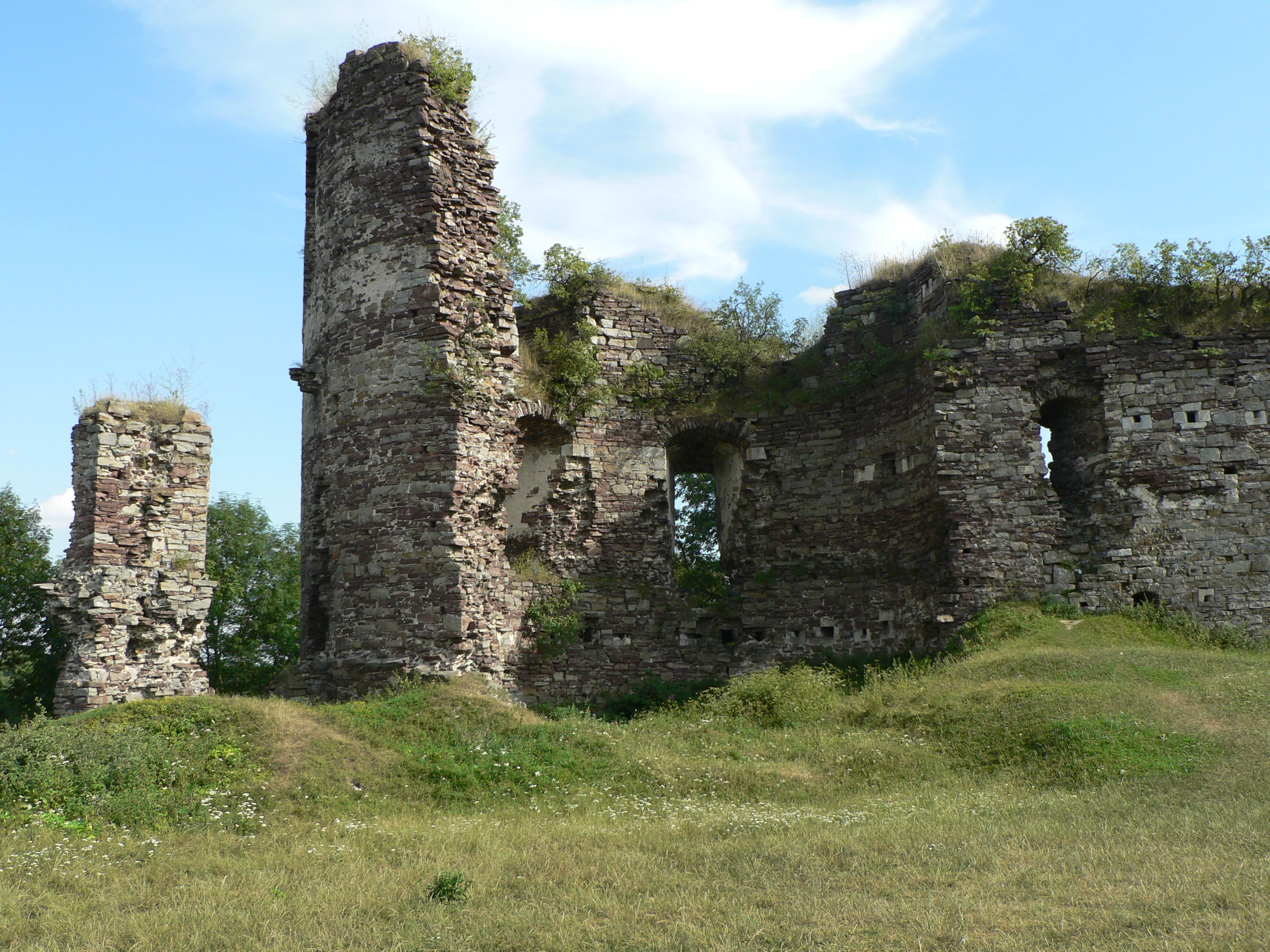
Zamek
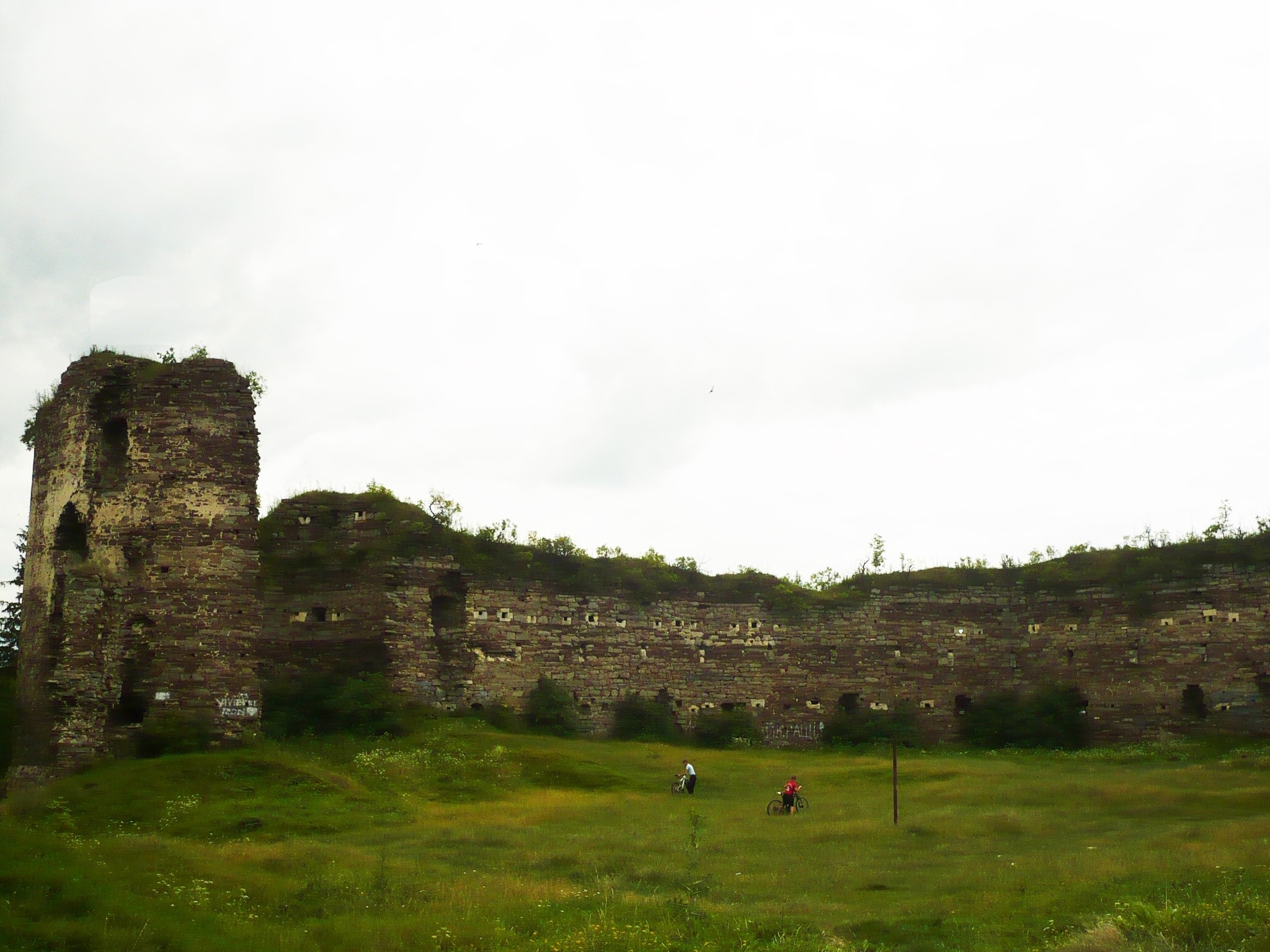
Zamek
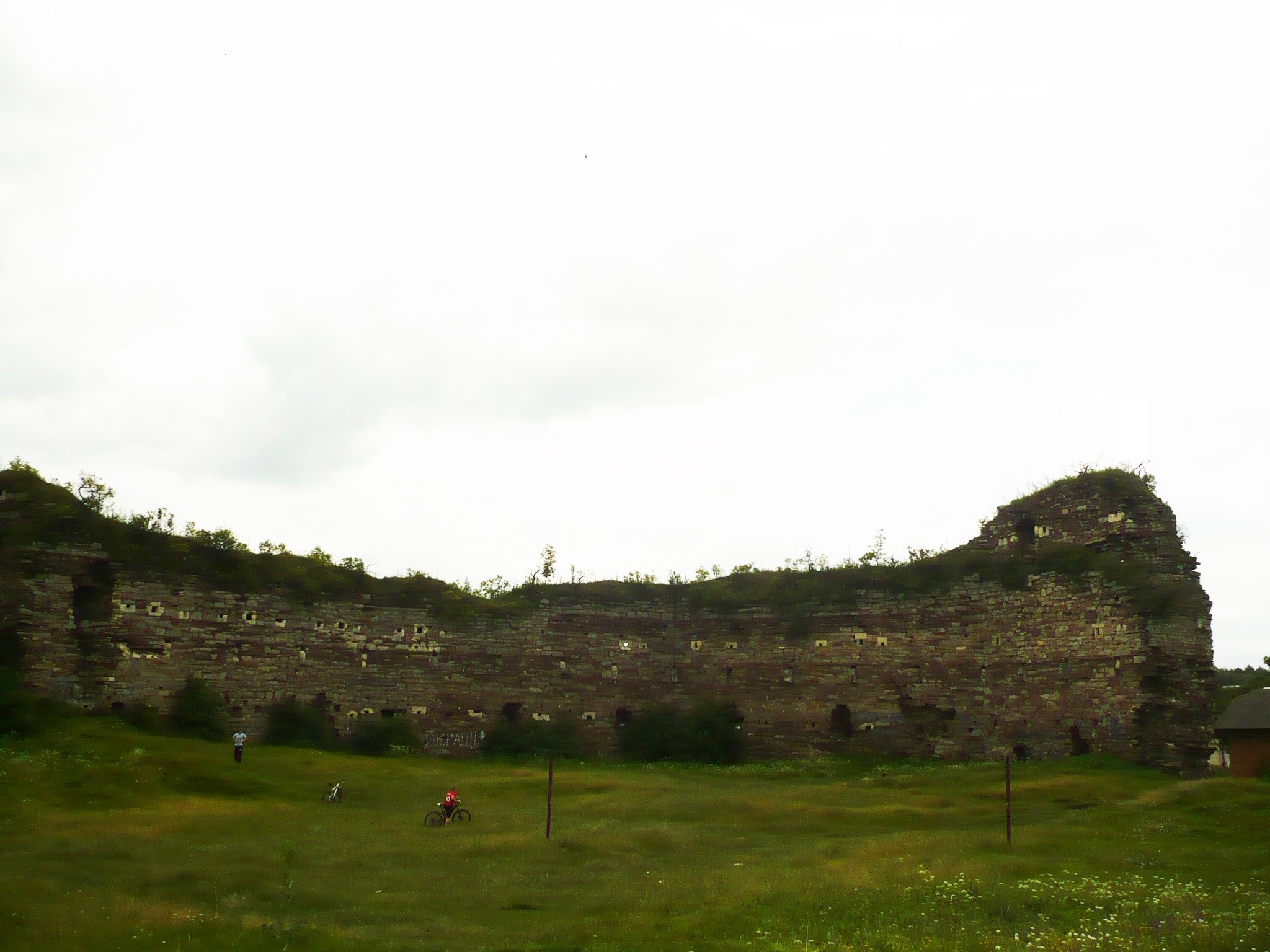
Zamek
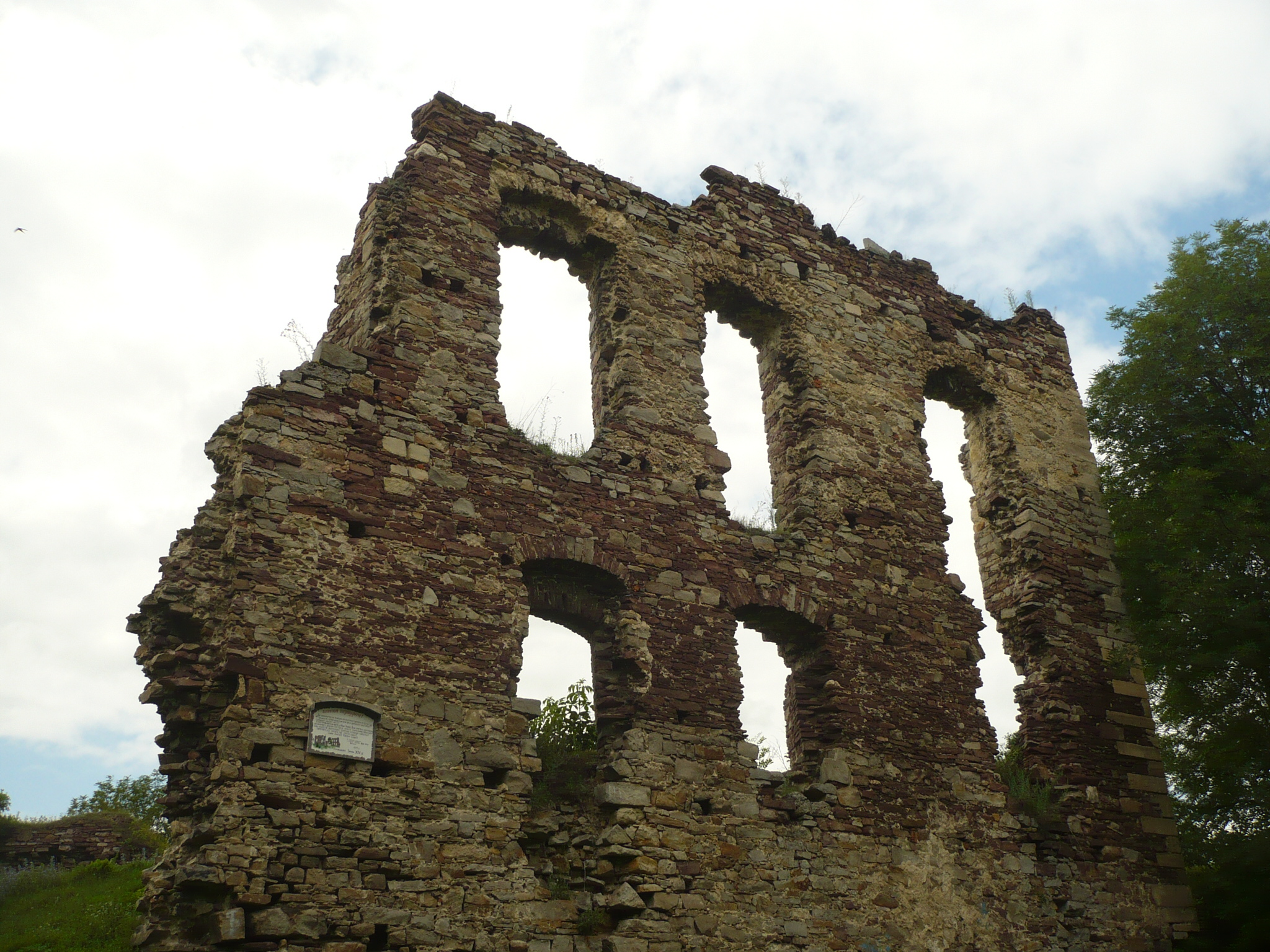
Zamek
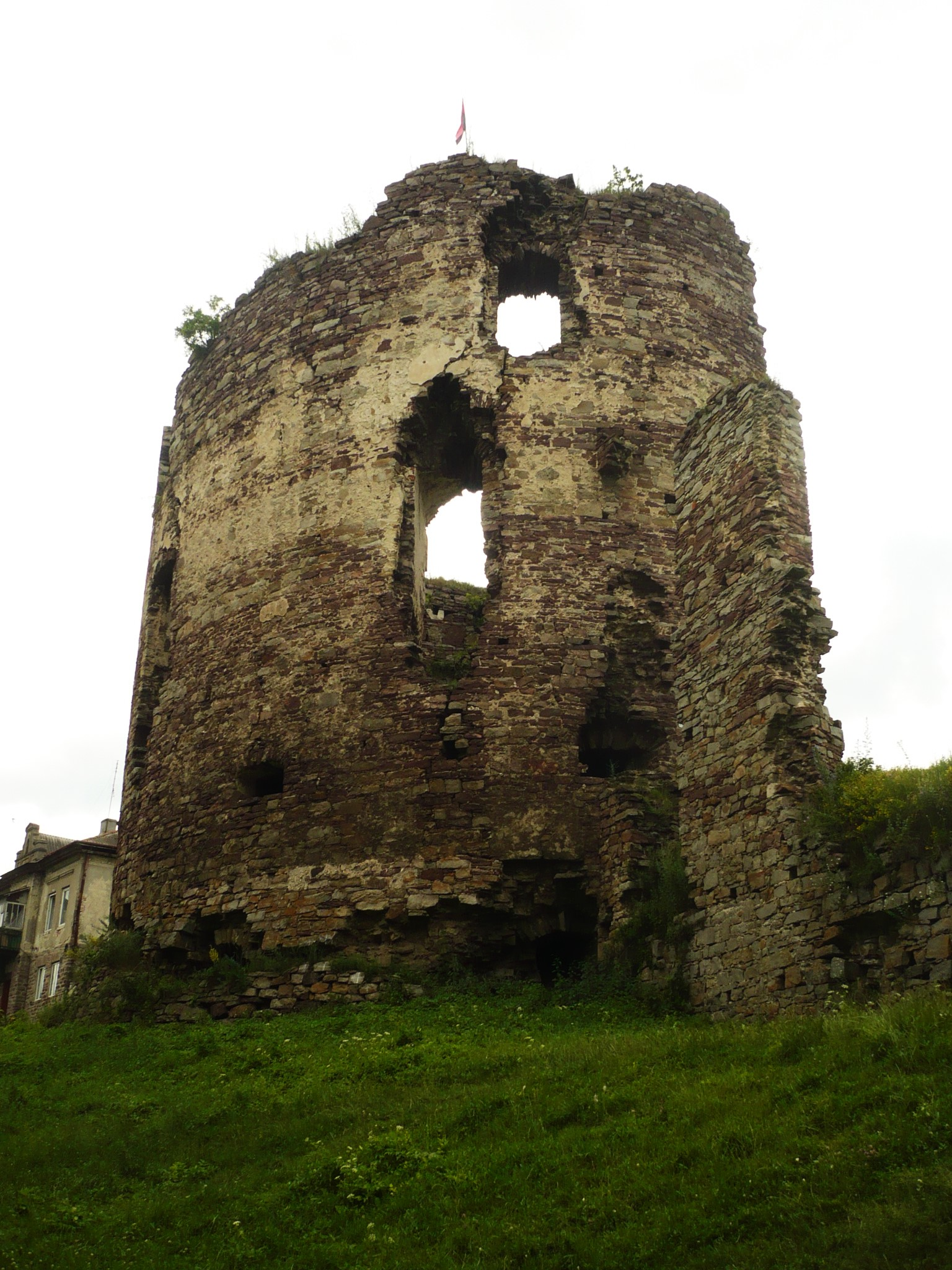
Zamek
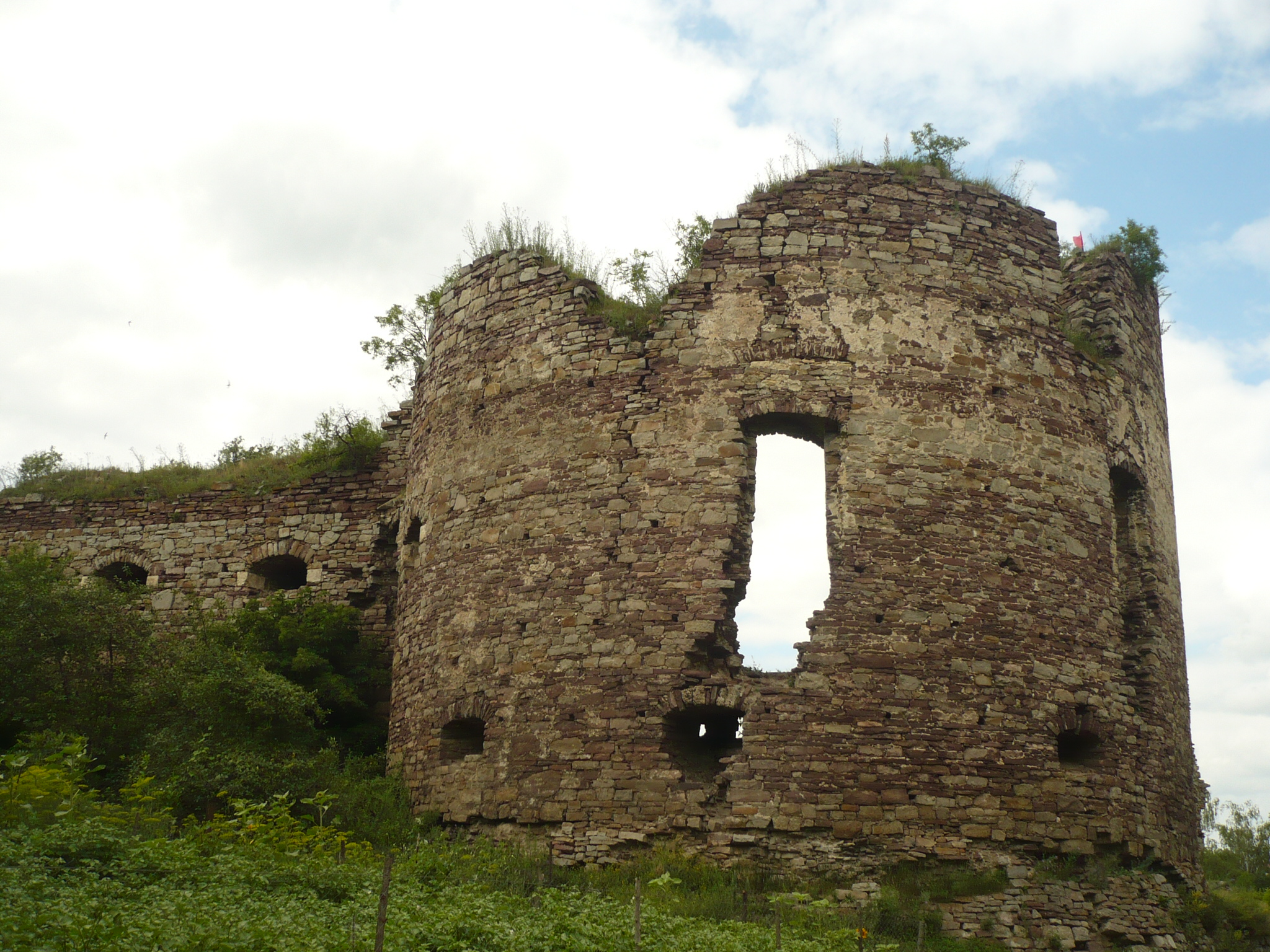
Zamek
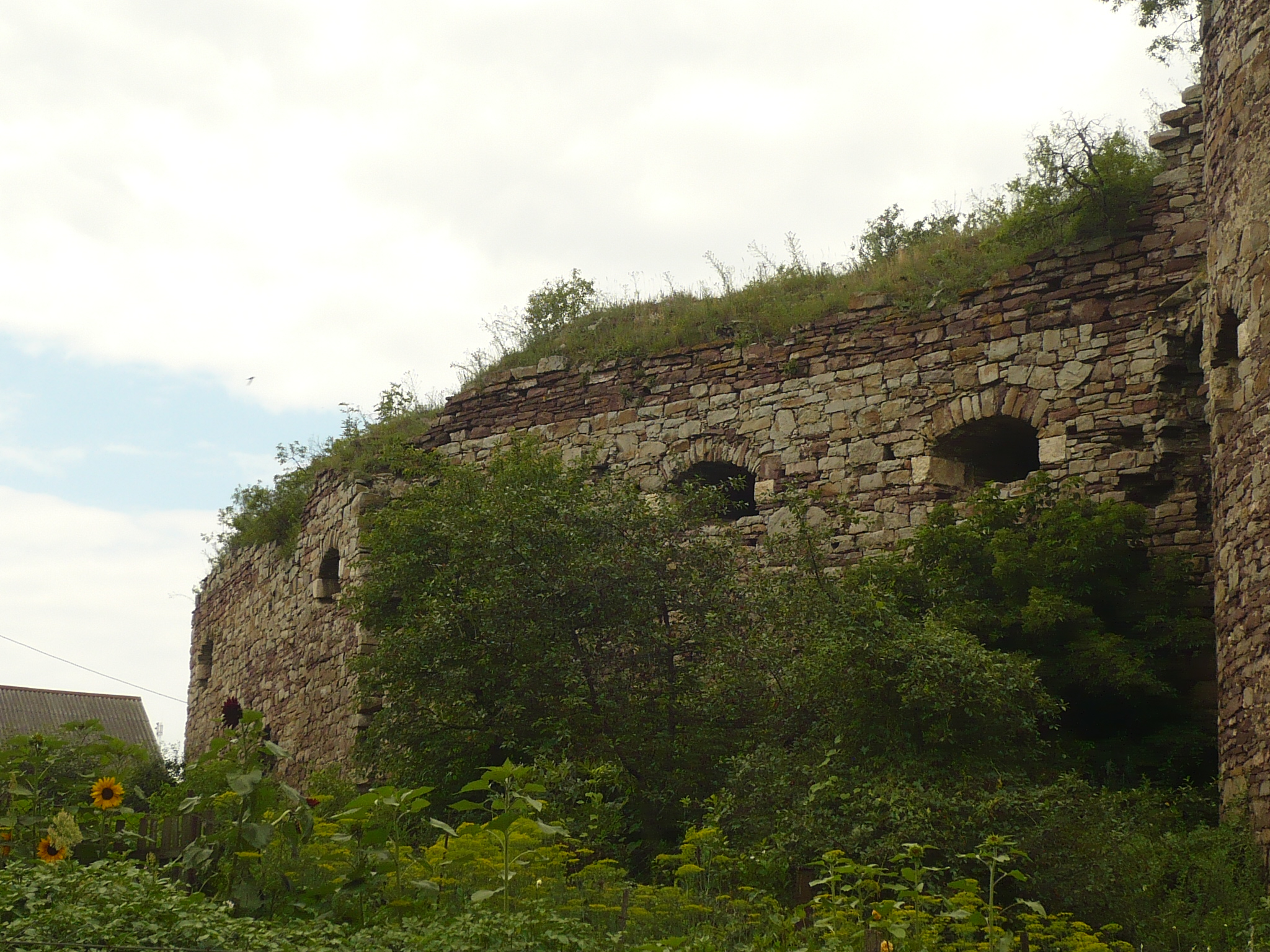
Zamek
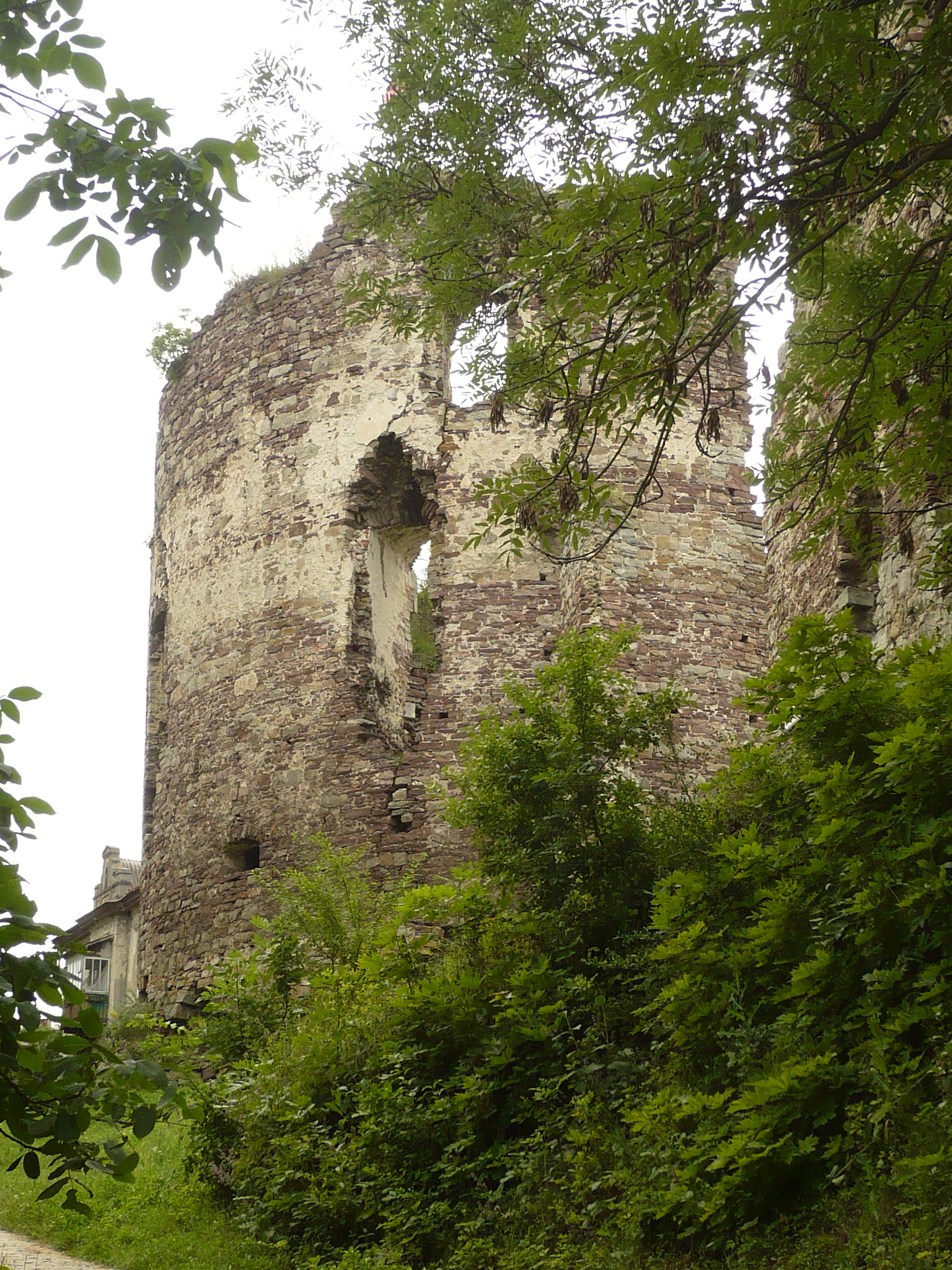
Zamek
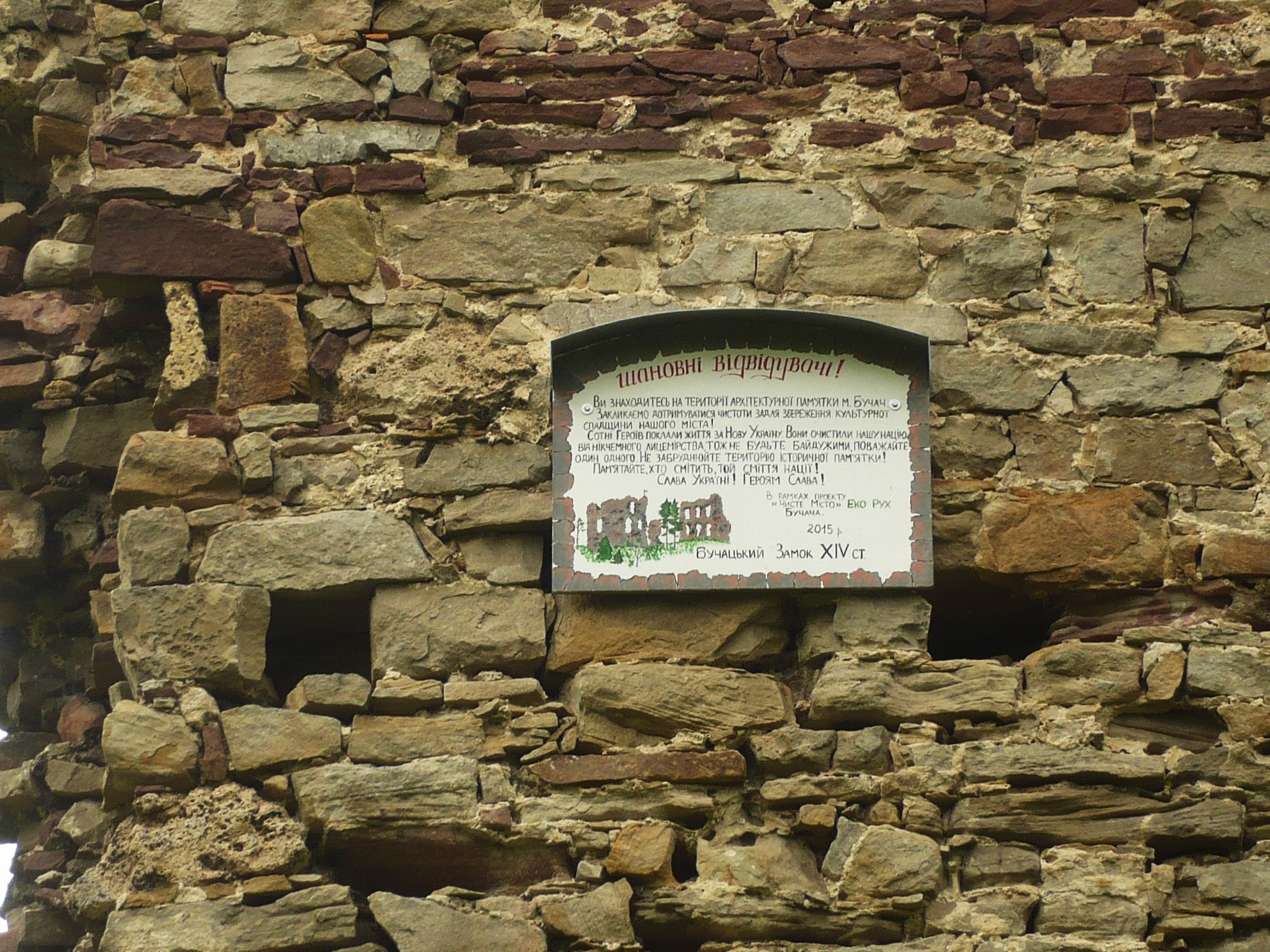
Zamek
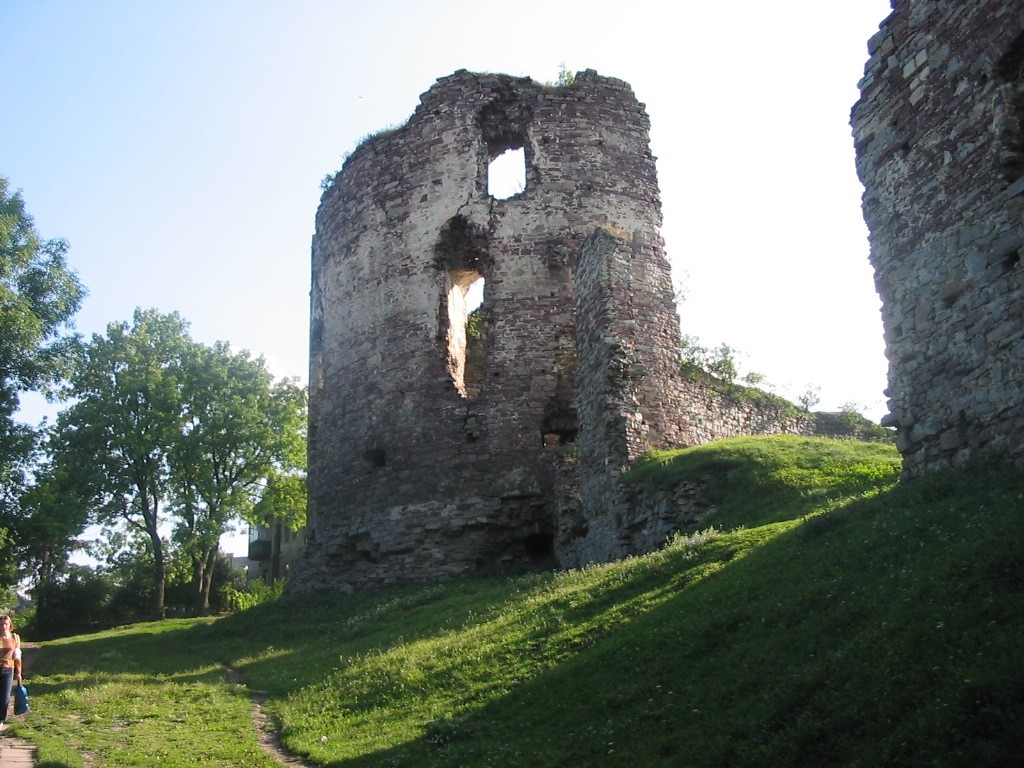
Ruiny zamku
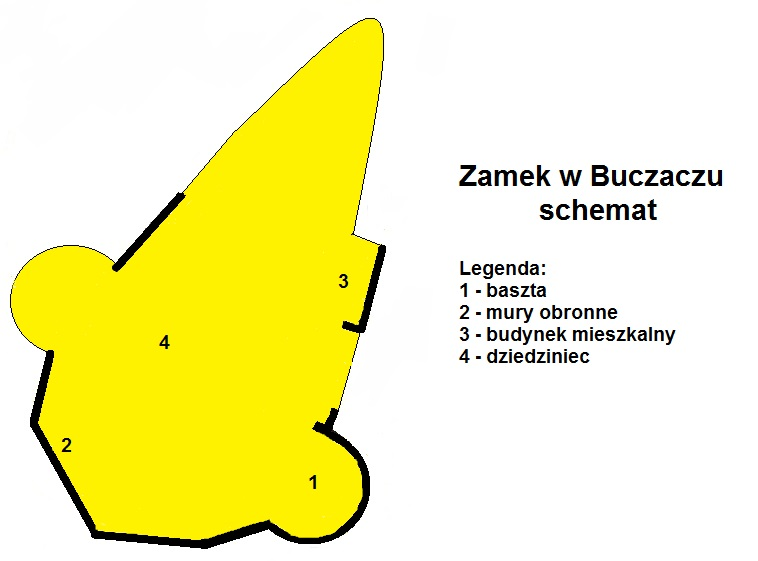
Schemat zamku

## Literatura
- Aleksander Czołowski, Bohdan Janusz: Przeszłość i zabytki województwa Tarnopolskiego. Tarnopol, 1926, s. 67–70.
- Stanisław Sławomir Nicieja: Twierdze kresowe Rzeczypospolitej. Warszawa: Iskry, 2006, s. 35–46. ISBN 83-244-0024-9.